# Drypetes kikir
Drypetes kikir là một loài thực vật có hoa trong họ Putranjivaceae. Loài này được Airy Shaw mô tả khoa học đầu tiên năm 1969.